# Dryad

Tranh vẽ Dryad của Evelyn De Morgan.

Dryad là tên gọi những tinh linh của cây cỏ, thực vật trong thần thoại Hy Lạp, sinh lực của họ được kết nối với một cái cây ở nơi họ cư trú. Dryad thường được tìm thấy trong những khu rừng thiêng liêng của các vị thần. Dryad được coi là những tinh linh rất nhút nhát với người lạ, trừ khi họ tiếp xúc với nữ thần Artemis.

## Phân loại
- Daphnaie là những dryad của cây nguyệt quế.
- Epimelide là những dryad của cây táo và các loại cây ăn quả khác đồng thời cũng là những người bảo vệ đàn cừu.
- Meliae là những dryad của cây tần bì.